# Hypoechinorhynchus thermaceri
Hypoechinorhynchus thermaceri is een soort haakworm uit het geslacht Hypoechinorhynchus. De worm behoort tot de familie Arhythmacanthidae. Hypoechinorhynchus thermaceri werd in 1988 beschreven door Buron.